# Premi Emmy 1953
La cerimonia dei Premi Emmy 1953, nota retroattivamente come 5ª edizione dei Primetime Emmy Awards (5th Primetime Emmy Awards), si è tenuta all'Hotel Statler di Los Angeles il 5 febbraio 1953.
La cerimonia fu presentata da Art Linkletter.

## Primetime Emmy Awards

### Migliore show o serie drammatica
- Robert Montgomery Presents
- Celanese Theatre
- Goodyear Television Playhouse
- Kraft Television Theatre
- Studio One

### Migliore show o serie gialla, di azione o di avventura
- Dragnet
- The Big Story
- Foreign Intrigue
- Martin Kane, Private Eye
- Racket Squad

### Migliore serie comica
- Lucy ed io (I Love Lucy)
- The Adventures of Ozzie & Harriet
- The Amos 'n Andy Show
- The George Burns and Gracie Allen Show
- Mister Peepers
- Our Miss Brooks

### Migliore attore
- Thomas Mitchell
- John Forsythe
- Charlton Heston
- John Newland
- Vaughn Taylor
- Jack Webb

### Migliore attrice
- Helen Hayes
- Sarah Curchill
- June Lockhart
- Maria Riva
- Peggy Wood

### Migliore attore comico
- Jimmy Durante
- Sid Caesar
- Wally Cox
- Jackie Gleason
- Herb Shriner

### Migliore attrice comica
- Lucille Ball
- Eve Arden
- Imogene Coca
- Joan Davis
- Martha Raye